# Kozlov, Havlíčkův Brod
Kozlov là một làng thuộc huyện Havlíčkův Brod, vùng Vysočina, Cộng hòa Séc.